# Faustyna Morzycka
Faustyna Morzycka ps. „Barbara”, „Zora” (ur. 15 czerwca 1864 w Tambowie, zm. 25 maja 1910 w Krakowie) – polska socjalistyczna działaczka oświatowa, uczestniczka zamachu na gen. Uthoffa.

## Życiorys
Faustyna Morzycka urodziła się w celi więziennej jako córka katorżnika, Juliana Morzyckiego. Jej starszą siostrą była działaczka oświatowa Rozalia Brzezińska. W 1870 roku wróciła z matką, Marią z Obuchowskich, do dziadków i ciotki w Żytomierzu. Tu opiekę nad nią objął dr Fortunat Nowicki z Lipiecka koło Tambowa, znany społecznik i także, jak ojciec Faustyny, zesłaniec.
W 1882 Faustyna ukończyła prywatną pensję Henryki Czarnockiej w Warszawie i otrzymała patent nauczycielski. Poświęciła się konspiracyjnej pracy oświatowej, prowadząc w Paulinowie niedaleko Nałęczowa tajną szkołę dla dzieci chłopskich. W tym okresie o działalności Morzyckiej dowiedział się Stefan Żeromski. Postać młodej nauczycielki krzewiącej oświatę wśród chłopskich dzieci stała się inspiracją dla noweli Siłaczka.
Po śmierci ojca następny rok Faustyna Morzycka spędziła w Warszawie, Skierniewicach, Mińsku Mazowieckim następnie przez trzy lata mieszkała w Szawlach na Żmudzi, gdzie z siostrą Wacławą Arcisz prowadziła tajne nauczanie. Pod jej wpływem (siostra była krewną proletariatczyka Wincentego Janowicza) zbliżyła się do idei socjalistycznych. W 1905 roku powróciła do Nałęczowa, gdzie związała się z grupą socjalistycznych działaczy oświatowych. W grupie tej znaleźli się m.in. Stefan Żeromski, Gustaw Daniłowski i Felicja Sulkowska. W 1906 otworzyła Morzycka pierwszą w Nałęczowie szkołę. Nauczano w niej religii, matematyki, przyrody, kaligrafii, języka polskiego i języka rosyjskiego. W tym czasie prowadziła też teatr amatorski, pisała powieści oraz coraz bardziej angażowała się w działalność konspiracyjną. Była członkiem zarządu Towarzystwa Oświatowego „Światło”. W 1908 roku została aresztowana za pomoc zbiegom z więzienia na Zamku Lubelskim i osadzona w tym samym więzieniu. Dzięki staraniom rodziny po pięciu tygodniach wyszła na wolność i pod zmienionym nazwiskiem wyjechała do Krakowa. Prowadziła tam wykłady i zajęcia teatralne.
Będąc od 1907 członkinią PPS-Frakcji Rewolucyjnej zgłosiła się również do krakowskiej placówki Organizacji Bojowej i została przyjęta na kurs rzucania bombą prowadzony przez Mieczysława Mańkowskiego. 10 października 1909 Morzycka i Mańkowski oraz dwoje innych zamachowców przeprowadzili zamach na generała Lwa Uthoffa – prawą rękę generał-gubernatora warszawskiego Skałona. Okazało się, że w samochodzie, na który spadły bomby zamachowców, nie było gen. Uthoffa. On sam, jego brat i szofer, chwilę wcześniej wysiedli, zaniepokojeni odgłosami silnika. Wszyscy trzej przeżyli. Zginęło za to kilku przypadkowych przechodniów, kilkunastu odniosło rany. Zamachowcom udało się zbiec.
Po powrocie do Krakowa Morzycka wyjechała na Ukrainę. Czuła się winna przelania krwi przypadkowych osób, podupadła na zdrowiu. W styczniu 1910 wróciła do Krakowa, gdzie była prelegentką uniwersytetu ludowego. W nocy z 25 na 26 maja 1910 napisała pożegnalny list:

Pozwalam sobie na rozkosz nieprzeżywania już nikogo z ukochanych. Gdy mnie wyrzucono z miejsc najmilszych, oderwano od pracy najodpowiedniejszej, stało się to, czego ja sama nigdy się nie spodziewałam. Życie nadto ciąży.

Jej ciało zostało odnalezione następnego dnia rano. Morzycka popełniła samobójstwo, zażywając cyjanek potasu. Została pochowana na cmentarzu Rakowickim w Krakowie. Jej imię nosi miejsko-gminna biblioteka publiczna w Nałęczowie oraz jedne z nałęczowskich i lubelskich ulic.